# Phriconyma
Phriconyma is een geslacht van vlinders van de familie sikkelmotten (Oecophoridae), uit de onderfamilie Oecophorinae.

## Soorten
- P. erebocosma (Lower, 1900)
- P. lucifuga Meyrick, 1884
- P. peloma (Lower, 1900)
- P. sarcosma Lower, 1896